# Liste der Kulturdenkmäler in Bölsberg
In der Liste der Kulturdenkmäler in Bölsberg sind alle Kulturdenkmäler der rheinland-pfälzischen Ortsgemeinde Bölsberg aufgeführt. Grundlage ist die Denkmalliste des Landes Rheinland-Pfalz (Stand: 21. Dezember 2021).

## Einzeldenkmäler
| Bezeichnung | Lage                 | Baujahr | Beschreibung | Bild            |
| ----------- | -------------------- | ------- | --- | --------------- |
| Schulhaus   | Lindenstraße 12 Lage | 1906    | ehemalige Schule; Typenbau, Ziegelmauerwerk, teilweise Putzflächen, bezeichnet 1906; Schulhof, straßenseitige Stützmauer und Zaun | Fotos hochladen |